# Янн Дані
Янн Дані (фр. Yann Danis; 21 червня 1981, м. Сен-Жером, Канада) — канадський хокеїст, воротар.
Виступав за Браунівський університет (NCAA), «Гамільтон Бульдогс» (АХЛ), «Монреаль Канадієнс», «Бридж-Порт Саунд-Тайгерс» (АХЛ), «Нью-Йорк Айлендерс», «Нью-Джерсі Девілс», «Амур» (Хабаровськ), «Едмонтон Ойлерс», «Оклахома-Сіті Баронс», «Адірондак Фантомс» (АХЛ), «Норфолк Адміралс» (АХЛ), «Гартфорд Вулф Пек» (АХЛ).
В чемпіонатах НХЛ — 55 матчів.
Досягнення
- Володар Кубка Колдера (2007)

Нагороди
- Пам'ятна нагорода Алдеджа «База» Бастьєна (2012)